# Cung toả tâm ngọc
Cung Toả Tâm Ngọc (còn gọi là Cung; hay Ngọc sáng Hoàng cung) là bộ phim truyền hình cổ trang lịch sử-chuyển thể ngôn tình đình đám của Trung Quốc. Bộ phim ra mắt vào năm 2011 do đài truyền hình Hồ Nam sản xuất. Kịch bản phim được làm với đề tài "Xuyên không" do biên kịch Vu Chính chắp bút. Vào năm 2013, phim này được mua bản quyền phát sóng tại Việt Nam trên VTV3.

## Nội dung
Phim lấy đề tài vượt thời gian, bối cảnh là triều đại nhà Thanh, bắt đầu từ năm Khang Hy thứ 47 (1708) và kết thúc là Ung Chính năm thứ 4 (1726). Nữ chính là Lạc Tình Xuyên (Dương Mịch thủ vai), một cô gái trẻ có sở thích xem truyện và phim đề tài vượt thời gian, được thừa kế cả một cửa hàng đồ cổ. Trong một lần tham gia triển lãm đồ cổ, cô đã bị thu hút và đuổi theo bức "Mỹ nhân đồ". Vì thế mà cô bị vượt thời gian và trở về quá khứ.
Tại đây cô đã gặp được Tứ A-ca Dận Chân (Hà Thịnh Minh thủ vai), Bát A-ca Dận Tự (Phùng Thiệu Phong thủ vai), và Nhị A-ca- Thái tử Dận Nhưng cùng nhiều vị A-ca khác. Cũng từ đây, cô bị cuốn vào vòng xoáy của cuộc tranh giành ngôi vị thái tử mà quyết liệt nhất là giữa Tứ A-ca Dận Chân và Bát A-ca Dận Tự.
Đầu tiên, Tình Xuyên yêu Tứ A-ca Dận Chân bởi cô có những ký ức tốt đẹp về Ung Chính khi cô còn ở thời hiện đại. Cô nhất quyết cự tuyệt tình cảm của Bát A-ca Dận Tự và nhiều lần cứu sống cũng như giúp đỡ Tứ A-ca Dận Chân. Tuy nhiên sau đó Tình Xuyên nhận ra có một số điều khác với lịch sử mà cô đã được biết, do một hiểu lầm với Dận Chân về vụ việc của Niên Tố Ngôn (Đồng Lệ Á thủ vai),Tình Xuyên đã cự tuyệt người này và dần dần đón nhận tình cảm của Bát A-ca Dận Tự, bỏ mặc Tứ A-ca lúc này đã muốn bỏ hết việc tranh quyền đoạt vị để cùng cô sống hết quãng đời còn lại.
Một nhân vật khác là Lương Phi- mẹ ruột của Bát A-ca cũng là người từ tương lai đến, đã nói cho Tình Xuyên biết cô không thể làm thay đổi lịch sử: theo sử sách ghi lại thì Tứ A-ca Dận Chân sẽ giành được ngôi báu và kết cục của Bát A-ca sẽ rất thảm hại. Nếu cô cố tình làm thay đổi lịch sử, cả hai nhân vật Ung Chính và Dận Tự sẽ hoàn toàn biến mất khỏi sử sách và biến mất khỏi tiềm thức của mọi người, như chưa từng có mặt trên đời. Lương Phi nhận ra điều này trong một lần cố tình thay đổi lịch sử, cứu sống một vị cách cách (Vân cách- cách- em gái của Khang Hy) nhưng ngay sau khi vị cách cách này được cứu, cô ta đã biến mất hoàn toàn, chỉ có Lương Phi là còn nhớ rằng vị cách cách ấy đã từng xuất hiện trên đời. Mặc dù không thể làm thay đổi lịch sử, không thể giúp Bát A-ca Dận Tự lên làm thái tử nhưng cô đã dành trọn tình yêu cho chàng và cô quyết tâm sẽ làm cho chàng hạnh phúc suốt quãng đời ngắn ngủi còn lại.
Bốn năm sau khi Ung Chính (Tứ A-ca Dận Chân) lên ngôi, nhân một sai lầm của Dận Tự; Ung Chính đã tước bỏ quyền hành của Liêm Thân Vương Dận Tự, tống vào Tông Nhân phủ. Tình Xuyên sau khi cầu xin Ung Chính thả Dận Tự, nhân một lần hiếm có: 9 vì sao hội tụ, mở ra cánh cửa xuyên không gian- thời gian lần nữa (nếu bỏ lỡ lần này, Tình Xuyên sẽ phải chờ 14 năm nữa cánh cửa mới được mở ra), cô quyết định trở về thời hiện đại sống cùng với người thân của mình, đồng thời cũng là để hàn gắn tình cảm của Ung Chính và Dận Tự. Lúc Tình Xuyên trở về cũng là lúc cô nhận ra bức "Mỹ nhân đồ" mà bản thân đuổi theo xưa kia khi còn ở thời hiện đại lại chính là cô- Bát Phúc tấn của Bát A-ca Dận Tự, một nhân vật chiếm được tình cảm của cả hai vị A-ca nổi tiếng trong lịch sử- một nhân vật từ tương lai trở về quá khứ- sống một cuộc sống hoàn toàn khác biệt tại triều đại nhà Thanh hơn 300 năm trước trong lịch sử. Kết thúc phim là cảnh Bát A-ca Dận Tự cũng được đưa về thời hiện đại, hai người nhìn thấy nhau trước tiệm đồ cổ của nhà cô.

## Diễn viên
- Đường Yên trong vai Tự Trang.
- Dương Mịch trong vai Lạc Tình Xuyên, vai nữ chính từ thời hiện đại vượt thời gian trở về đời nhà Thanh. Dương Mịch cũng vào vai Hoa Ảnh - một nữ gián điệp có diện mạo giống hệt Tình Xuyên do Dận Tường phái tới.
- Hà Thịnh Minh trong vai Tứ a ca Dận Chân.
- Phùng Thiệu Phong trong vai Bát a ca Dận Tự.
- Quách Thiện Ni trong vai Trần Nhu Nhi, tức Hy tần - một phi tần của Khang Hi.
- Đồng Lệ Á trong vai Niên Tố Ngôn (Đông Tố Ngôn) - phi tần của Dận Chân, em gái của Niên Canh Nghiêu.
- Thang Trấn Nghiệp trong vai Khang Hy
- Lưu Tuyết Hoa trong vai Đức phi, mẹ của Dận Chân và Dận Trinh.
- Thiệu Mỹ Kì trong vai Lương phi Vệ thị, mẹ của Dận Tự. Thiệu Mỹ Kì cũng đồng thời vào vai Hách Xá Lý thị - hoàng hậu đầu tiên của Khang Hi.
- Hà Ngạn Nghê trong vai Thái tử phi Qua Nhĩ Giai Tuyết Như.
- Lưu Tân trong vai Thập a ca Dận Hề.
- Điền Chấn Uy trong vai Thập tam a ca Dận Tường.
- Mao Tử Tuấn trong vai Thập tứ a ca Dận Trinh.
- Mã Văn Long trong vai Cửu a ca Dận Đường.
- Vương Tường Hoằng trong vai Cố Tiểu Xuân - bạn thân của Tình Xuyên. Tình nhân của Hy tần, có một con gái. Mạo danh Niên Canh Nghiêu, ca ca giả của Niên Tố Ngôn
- Từ Kì Văn trong vai Ô Lạp Na Lạp Kim Chi - đích phúc tấn của Tứ a ca, và là con gái của Phí Dương Cổ.
- Tông Phong Nham trong vai Thái tử Dận Nhưng.
- Trương Đồng trong vai Băng Nguyệt cách cách - em gái của Khang Hi.
- Tập Tuyết trong vai Triệu Giai Ngưng Hương - một cách cách Mông Cổ, sau trở thành phúc tấn của Thập tam a ca.
- Lý Thấm Đông trong vai Niên Canh Nghiêu.
- Lã Nhất trong vai Ngân Sương - cung nữ tại Thái miếu.
- Viên San San trong vai Như Băng - cung nữ tại Thái miếu. Đồng thời cũng là người đảm nhận vai nữ chính Sùng Khánh Hoàng thái hậu Nữu Hỗ Lộc Liên Nhi trong Cung tỏa châu liêm.
- Lưu Phương trong vai mẹ của Tình Xuyên.
- Nghiêm Khoan trong vai Lâm Phi Phàm - hôn phu của Tình Xuyên ở thời hiện đại.
- Chu Á Anh trong vai mẹ của Lâm Phi Phàm.
- Trương Hân trong vai Đông Giai Quý phi- phi tử của Khang Hi.
- Nhậm Học Hải trong vai Lý Đức Toàn - thái giám hầu cận chính của Khang Hi.
- Thẩm Bảo Bình trong vai Long Khoa Đa.
- Quách Minh Tường trong vai Tiểu Thuận Tử.
- Lã Giai Dung trong vai Phỉ Thúy.